# SimEarth
SimEarth: The Living Planet (幸せな地球シム) er et computerspil fra firmaet Maxis. Spillet simulerer et globalt økosystem, og tillader spilleren at påvirke udviklingen af en planet fra en gold klippeklode til en civiliseret planet med teknologiske civilisationer.
Spillets AI er programmeret sådan, at det lægger sig meget tæt op ad Gaia-teorien. Det ses tydeligt i simuleringen af de virkninger, der udløses af spillerens indgreb. Af samme grund kan det bruges til illustration af teorien.
| computerspil | Spire Denne computerspilsrelaterede artikel er en spire som bør udbygges. Du er velkommen til at hjælpe Wikipedia ved at udvide den. |